# Денуц Лупу
Денуц Лупу (рум. Dănuț Lupu, нар. 27 лютого 1967, Галац) — румунський футболіст, що грав на позиції півзахисника.
Виступав, зокрема, за клуби «Динамо» (Бухарест) та «Рапід» (Бухарест), а також національну збірну Румунії.
Дворазовий чемпіон Румунії. Володар Кубка Румунії. Чемпіон Греції.

## Клубна кар'єра
Народився 27 лютого 1967 року в місті Галац. Вихованець футбольної школи клубу «Дунеря» (Галац). Дорослу футбольну кар'єру розпочав 1985 року в основній команді того ж клубу, в якій провів два сезони. 
Своєю грою за цю команду привернув увагу представників тренерського штабу клубу «Динамо» (Бухарест), до складу якого приєднався 1987 року. Відіграв за бухарестську команду наступні три сезони своєї ігрової кар'єри. Більшість часу, проведеного у складі бухарестського «Динамо», був основним гравцем команди. За цей час виборов титул чемпіона Румунії.
Згодом з 1990 по 1997 рік грав у складі команд «Панатінаїкос», «Коринтос», ОФІ, «Рапід» (Бухарест), «Брешія», «Рапід» (Бухарест) та «Динамо» (Бухарест). Протягом цих років додав до переліку своїх трофеїв титул чемпіона Греції.
У 1997 році повернувся до клубу «Рапід» (Бухарест). Цього разу провів у складі його команди три сезони. Граючи у складі бухарестського «Рапіда» також здебільшого виходив на поле в основному складі команди. За цей час додав до переліку своїх трофеїв ще один титул чемпіона Румунії.
Протягом 2000—2001 років знову захищав кольори клубу «Динамо» (Бухарест).
Завершив ігрову кар'єру у команді «Хапоель Цафрірім» (Холон), за яку виступав протягом 2001 року.

## Виступи за збірну
У 1989 році дебютував в офіційних матчах у складі національної збірної Румунії.
У складі збірної був учасником чемпіонату світу 1990 року в Італії.
Загалом протягом кар'єри в національній команді, яка тривала 10 років, провів у її формі 14 матчів.

## Титули і досягнення
- Чемпіон Румунії (2):

«Динамо» (Бухарест): 1989-1990
«Рапід» (Бухарест): 1998-1999
- Володар Кубка Румунії (1):

«Динамо» (Бухарест): 1989-1990
- Чемпіон Греції (1):

«Панатінаїкос»: 1990-1991